# Willie Fagan
William „Willie“ Fagan (* 20. Februar 1917 in Musselburgh; † 29. Februar 1992 in Wellingborough) war ein schottischer Fußballspieler. Als Stürmer gewann er mit dem FC Liverpool in der Saison 1946/47 die englische Meisterschaft. Dazu stand er zweimal im Endspiel des FA Cups, unterlag dort aber mit seinen jeweiligen Vereinen Preston North End (1937) und Liverpool (1950).

## Sportlicher Werdegang
Nach ersten fußballerischen Schritten in der schottischen Heimat bei Balgonie Scotia und den Wellesley Juniors schloss sich Fagan dem Spitzenklub Celtic Glasgow an und debütierte dort kurz nach seinem 18. Geburtstag am 16. März 1935 gegen Dunfermline Athletic (3:1). Es blieb sein letzter Einsatz in der ausgehenden Spielzeit 1934/35. In der folgenden Meistersaison 1935/36 trug er dann weitaus mehr mit fünf Partien bei, bevor er sich zu Beginn der Spielzeit 1936/37 mit sechs Toren in sechs Spielen binnen weniger als einem Monat nachhaltig für englische Topvereine empfahl.
Die Wahl fiel im Oktober 1936 auf Preston North End. Dort war der junge Stürmer – zunächst als Rechtsaußen und später auf den beiden Halbstürmerpositionen – mit 35 Ligaspielen und sechs Toren auf Anhieb Stammspieler. Dazu gehörte er neben Bill Shankly zur Startelf, die im 1937er Finale des FA Cups stand und dort mit 1:3 dem AFC Sunderland unterlag. Für die Ablösesumme in Höhe von 8.000 Pfund zog er dann im Oktober 1938 weiter zum FC Liverpool. Dort absolvierte er alle verbliebenen 39 Pflichtspiele der Saison 1937/38 ohne Unterbrechung und traf neunmal. In der anschließenden Spielzeit 1938/39 verpasste er nur drei von 42 Ligaspielen und steuerte 14 Treffer bei. Als kurz nach Beginn der folgenden Saison 1939/40 aufgrund des Zweiten Weltkriegs der offizielle Ligaspielbetrieb für mehrere Jahre unterbrochen wurde, blieben Fagan nur gelegentliche Auftritte als Gastspieler für den FC Aldershot, Leicester City, Northampton Town, Newcastle United, den FC Chelsea, den FC Millwall und den FC Reading. Fagan war zum Zeitpunkt der Wiederaufnahme der Ligaalltags im Jahr 1946 im Alter von 29 Jahren noch verhältnismäßig jung genug, um seine Fußballerkarriere weiterzuverfolgen. Eine Offerte des Zweitligisten Bradford Park Avenue wurde abgelehnt. Stattdessen gewann er mit Liverpool in der Saison 1946/47 die englische Meisterschaft und trug dazu sieben Tore in 18 Ligaspielen bei. Fagan war eine Führungsfigur und zeitweise Kapitän der Mannschaft, aber auch verletzungsanfällig. Da die linke Halbstürmerposition in Liverpool als „Achillesferse“ galt, blieb Fagan dem Klub jedoch weitgehend auch in den folgenden Jahren erhalten und half dort aus. In der Saison 1949/50 erlebte Fagan unter Trainer George Kay eine spürbare Wiederbelebung seiner Laufbahn und zu den 42 Pflichtspielen gehörte sein persönlich zweites Endspiel im FA Cup, das jedoch erneut und nunmehr mit 0:2 gegen den FC Arsenal verloren ging. In der Folgezeit absolvierte er bis zu seinem Abschied im Juli 1952 noch sieben Ligapartien, von denen der Auftritt gegen Huddersfield Town (2:1) im September 1951 der letzte war.
Kurz darauf nahm er ein Angebot des nordirischen Klubs Distillery an. Dort sollte er als Spieler gleichzeitig im Trainerstab arbeiten, aber eine hartnäckige Knieverletzung sorgte dafür, dass er nur wenige Wochen dort verweilte und wieder nach Liverpool zurückkehrte. Stattdessen übernahm er im Juli 1952 in der Southern League beim FC Weymouth für drei Jahre die Rolle des Spielertrainers. In seinem späteren Leben arbeitete er als Vollzugsbeamter in einer Besserungsanstalt für junge Straftäter auf der Isle of Portland. Zehn Jahre nach seiner Pensionierung im Jahr 1982 starb er im Alter von 75 Jahren.

## Titel/Auszeichnungen
- Englischer Fußballmeister (1): 1947